# Французский университетский колледж (Москва)
Французский университетский колледж (фр. Collège universitaire français) — государственное высшее учебное заведение, основанное в 1991 при Московском государственном университете.

## История
Французский университетский колледж в Москве был создан по инициативе академика Сахарова и французского общественного деятеля Марека Хальтера, который стал его первым президентом, а после открытия в 1992 году французского колледжа в Санкт-Петербурге, — обоих французских колледжей. Первым директором колледжа в Москве стал французский историк Паскаль Коши. 
В 2016 году Французский университетский колледж в Москве отметил 25-летие.

## Образовательная программа
Двухлетний курс обучения в колледже даёт возможность получения диплома, признаваемого во Франции, эквивалентного окончанию одного года магистратуры в области одной из следующих гуманитарных наук: право, история, социология, литература и философия. В Колледже существуют два отделения: франкоязычное и русскоязычное. Двойной диплом, выдаваемый выпускникам франкоязычного отделения, признаётся французскими высшими учебными заведениями — партнёрами колледжа.